# Protambulyx carteri
Protambulyx carteri ist ein Schmetterling (Nachtfalter) aus der Familie der Schwärmer (Sphingidae).

## Merkmale
Die Falter haben eine Vorderflügellänge von 95 bis 110 Millimetern. Ihre am Innenrand eingebuchteten Vorderflügel sind auf der Oberseite gelb- bis orangebraun gefärbt. Sie haben nur eine blasse Musterung und keine dunkle Submarginallinie. Die Hinterflügel sind auf der Oberseite gelb bis orange gefärbt und tragen keine Musterung. Ihre Unterseite ist ungemustert und hat auch keine Submarginallinie, aber einen dunkleren Außenrand. Falter aus Florida sind etwas dunkler und haben mehr Rotbraun in ihrer Färbung.

## Vorkommen und Lebensweise
Die Art ist vom tropischen Südamerika über die westindischen Inseln nördlich bis ins zentrale Florida verbreitet. Die Falter fliegen ganzjährig. Die Raupen ernähren sich von Sumachgewächsen (Anacardiaceae), wie etwa von Brasilianischem Pfefferbaum (Schinus terebinthifolia).

## Taxonomie und Systematik
Bereits als Rothschild & Jordan 1903 die Art Protambulyx carteri anhand von Unterschieden zu Protambulyx strigilis in der Musterung der Vorderflügel beschrieben, war unklar, ob es sich dabei tatsächlich um eine eigene Art handelt. 1971 stellte Hodges fest, dass sich die beiden „Arten“ genitalmorphologisch nicht unterscheiden, behielt aber den Artstatus für beide Arten bei. Tuttle stellte durch Züchtung fest, dass die beiden „Arten“ Farbmorphen ein und derselben Art seien. Dies sei dadurch bestätigt worden, dass hell gefärbte, schwach gemusterte Falter in den trockenen Wäldern des Nationalparks Guanacaste in Costa Rica auftreten und dunkle, kräftig gemusterte Falter („strigilis“) aus den höher gelegenen feuchten Wäldern stammen. Es handelt sich nach seinem Dafürhalten daher um durch äußere Einflüsse der Lebensräume verursachte Farbunterschiede. Da Protambulyx strigilis wegen der früheren Beschreibung Priorität hat, wurde Protambulyx carteri von Tuttle mit dieser Art synonymisiert. Heppner stellte das Taxon jedoch 2008 wieder in den Rang einer eigenständigen Art.